# Viv Albertine

Viv Albertine 2012

Viviane Katrina Louise Albertine (* 1. Dezember 1954 in Sydney, New South Wales) ist eine englische Musikerin, Singer-Songwriterin, Autorin und Regisseurin. In den Jahren 1977 bis 1981 spielte sie Gitarre in der britischen Punkband The Slits.

## Leben
Viv Albertine wurde als Tochter einer Schweizerin und eines Korsen in Australien geboren und kam im Alter von vier Jahren nach London. Sie besuchte die Gesamtschule in Muswell Hill. Im Jahr 1971 schrieb sie sich in das Hornsey College of Art ein und wechselte nach dem Grundkurs ins Chelsea College of Art and Design. Dort studierte sie Modedesign und war beeinflusst von Vivienne Westwood und Yoko Ono. Sie lernte Sid Vicious kennen und gründete mit ihm und Keith Levene die Band The Flowers of Romance. Viv Albertine gehörte zur frühen Londoner Punkszene um die Sex Pistols und The Clash. 1977 stieg sie als Gitarristin bei der Frauen-Punk-Band The Slits ein. Bis sich die Band 1981 auflöste, nahmen sie zwei Studioalben auf.
In den 1990er Jahren studierte Viv Albertine Filmproduktion am Goldsmiths College, führte Regie in fünf Folgen der englischen Fernsehserie The Tomorrow People und produzierte einen eigenen Kurzfilm Coping with Cupid. Im Jahr 2012 veröffentlichte sie ihr erstes Soloalbum The Vermilion Border. Viv Albertines Biografie Clothes, Clothes, Clothes. Music, Music, Music. Boys, Boys, Boys erschien im Jahr 2014, wurde von Conny Lösch in die deutsche Sprache übersetzt und im Jahr 2016 unter dem Titel A Typical Girl veröffentlicht. Der deutsche Buchtitel bezieht sich auf den Slits-Song Typical Girls.

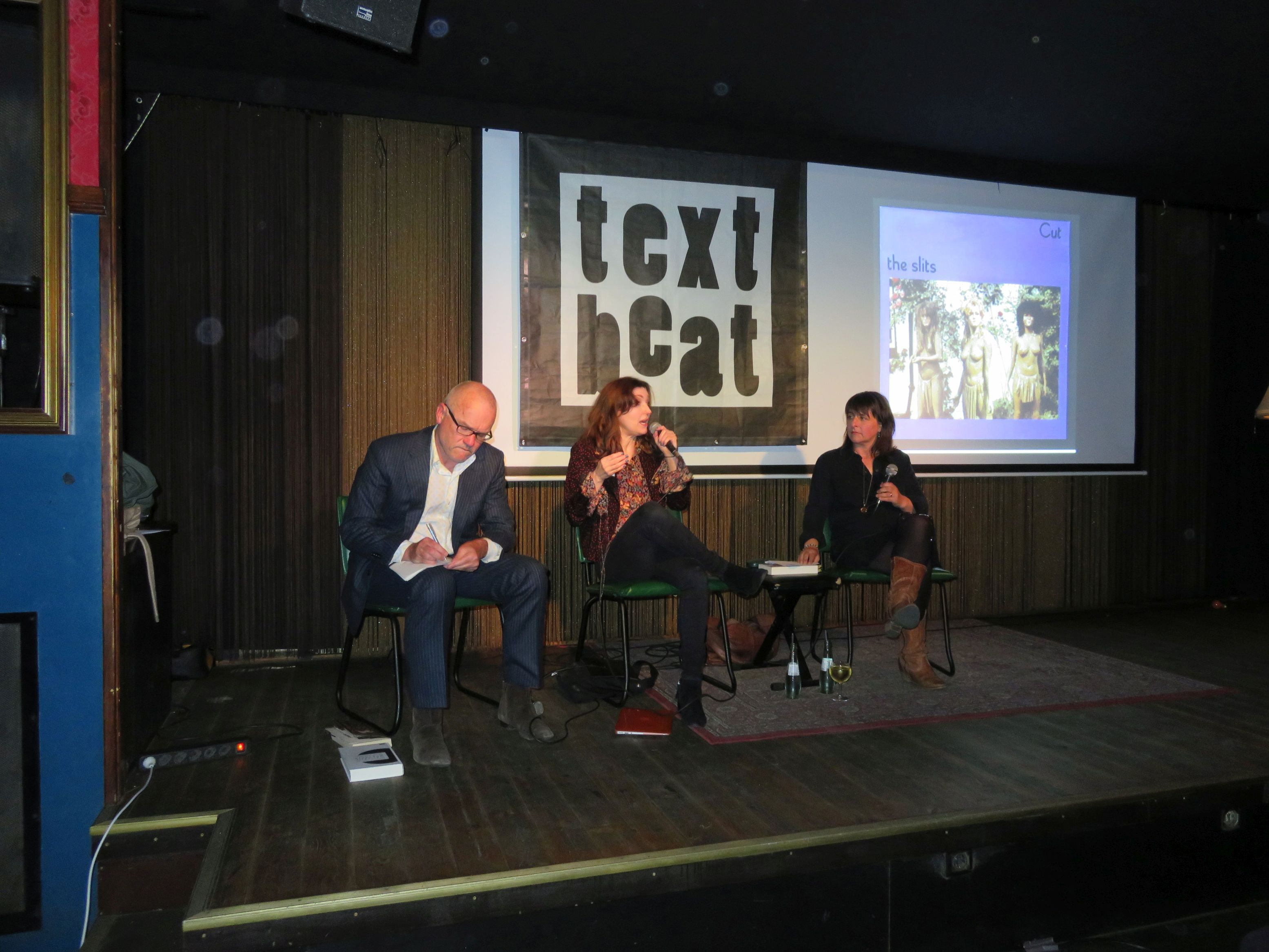
Viv Albertine (Mitte) bei einer Podiumsdiskussion über ihre Autobiografie A Typical Girl (2016)

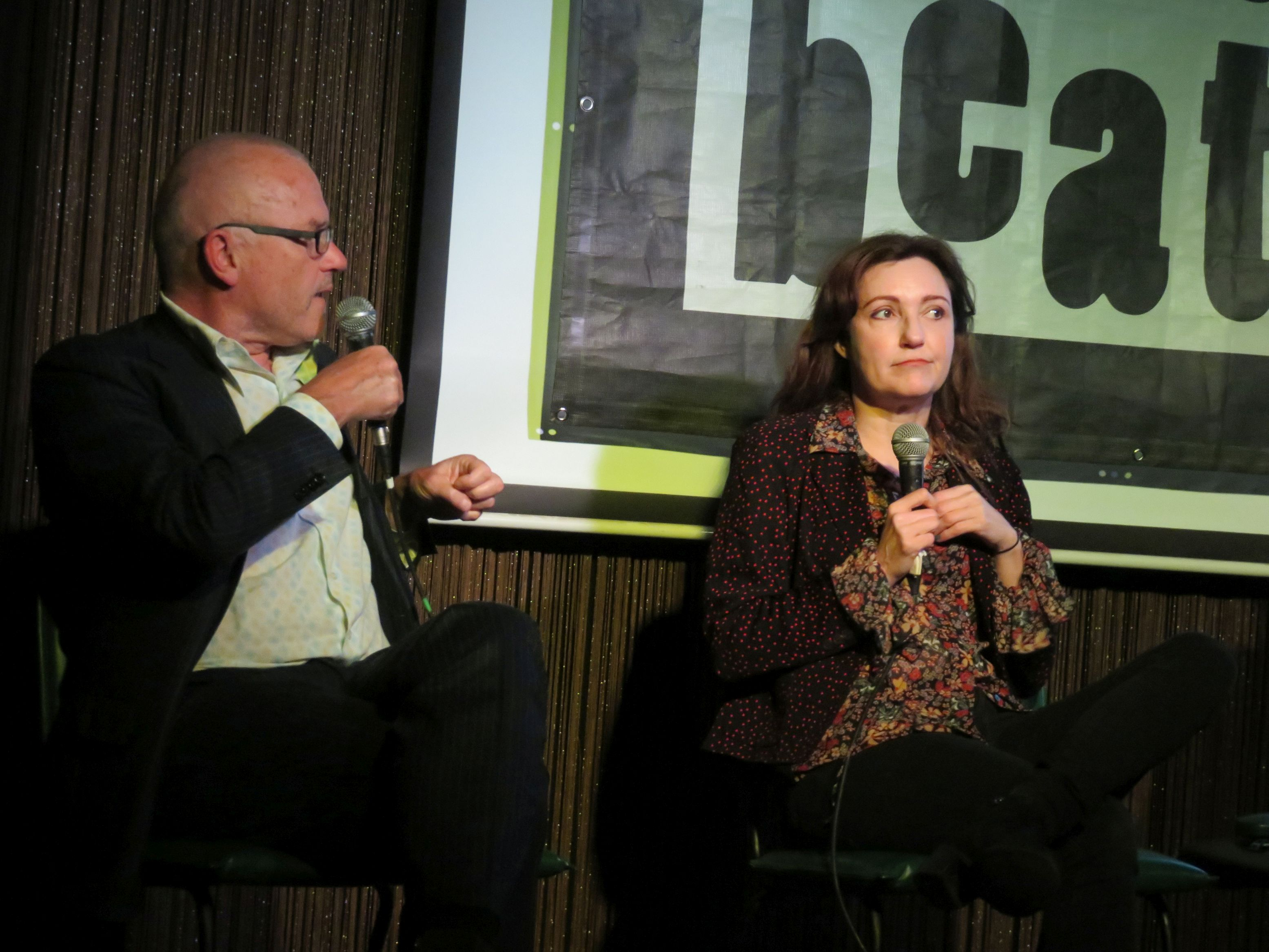
Moderator Klaus Walter (links) im Gespräch mit Viv Albertine (2016)

## Werke

### Diskografie
- 1979: The Slits: Cut
- 1980: The Slits: Typical Girls Live in Cincinnati & San Francisco USA
- 1981: The Slits: Return of the Giant Slits
- 2012: Viv Albertine: The Vermilion Border

### Bücher
- Viv Albertine: Clothes, Clothes, Clothes. Music, Music, Music. Boys, Boys, Boys: A Memoir. Thomas Dunne Books, 2014, ISBN 978-1-250-06599-5.
- Viv Albertine, Conny Lösch: A Typical Girl. Ein Memoir. Suhrkamp Verlag, Berlin 2016, ISBN 978-3-518-46675-9.
- Viv Albertine: To Throw Away Unopened. Faber & Faber, 2018, ISBN 978-0-571-32621-1

### Filme
Regie und Drehbuch
- Coping with Cupid. Kurzfilm, Großbritannien 1991, 18 Min.

Regie
- The Tomorrow People. 5 Folgen der TV-Serie, Großbritannien 1994

Als Schauspielerin
- Exhibition. Spielfilm, Großbritannien 2013, 104 Min., Regie und Drehbuch: Joanna Hogg